# Bjelovar
Bjelovar je mesto na Hrvaškem s 36.000 prebivalci (v upravnem območju; 24.000 pa jih ima samo mesto po podatkih iz 2021), ki je upravni sedež Bjelovarsko-bilogorske županije in od leta 2009 tudi novoustanovljene rimskokatoliške Bjelovarsko-križevske škofije (Bjelovarsko-križevačka biskupija) z drugotnim sedežem v Križevcih. V Bjelovarju ima sedež visoka šola Veleučilište u Bjelovaru.

## Demografija
| Pregled števila prebivalcev po letih | Pregled števila prebivalcev po letih | Pregled števila prebivalcev po letih | Pregled števila prebivalcev po letih | Pregled števila prebivalcev po letih | Pregled števila prebivalcev po letih | Pregled števila prebivalcev po letih | Pregled števila prebivalcev po letih | Pregled števila prebivalcev po letih | Pregled števila prebivalcev po letih | Pregled števila prebivalcev po letih | Pregled števila prebivalcev po letih | Pregled števila prebivalcev po letih | Pregled števila prebivalcev po letih | Pregled števila prebivalcev po letih |        |
| ------------------------------------ | ------------------------------------ | ------------------------------------ | ------------------------------------ | ------------------------------------ | ------------------------------------ | ------------------------------------ | ------------------------------------ | ------------------------------------ | ------------------------------------ | ------------------------------------ | ------------------------------------ | ------------------------------------ | ------------------------------------ | ------------------------------------ | ------ |
| 1857                                 | 1869                                 | 1880                                 | 1890                                 | 1900                                 | 1910                                 | 1921                                 | 1931                                 | 1948                                 | 1953                                 | 1961                                 | 1971                                 | 1981                                 | 1991                                 | 2001                                 | 2021   |
| 2787                                 | 3469                                 | 4671                                 | 5609                                 | 7873                                 | 9266                                 | 9994                                 | 10252                                | 12867                                | 13569                                | 15761                                | 21540                                | 25203                                | 26926                                | 27783                                | 24.000 |